# San Quentin (Film)
San Quentin ist ein Gefängnisdrama von Lloyd Bacon aus dem Jahr 1937 mit Pat O’Brien, Humphrey Bogart, Ann Sheridan und Barton MacLane in den Hauptrollen. Ein seinerzeitiges Filmplakat kündigte den Film folgendermaßen an: „Amazing drama of desperate men behind the worlds!“ (frei übersetzt: Unglaubliches Drama über verzweifelte Männer hinter Gefängnismauern!) und ein weiteres titelte „It’s Dynamite …! A Prison full of Rioting Men!“ (frei übersetzt: Es ist Dynamit …! Ein Gefängnis voller randalierender Männer!)

## Handlung
Nachdem es im San Quentin Gefängnis zu Unruhen gekommen ist, bei denen ein Großteil der Häftlinge gegen die harten Strafen von Gefängnisleiter Druggin protestierten, wird diesem der Armeeausbilder Stephen Jameson vor die Nase gesetzt. Jameson hat schon etliche Ideen, um Reformen im Gefängnis umzusetzen und brennt darauf, diese in die Tat umzusetzen. Druggin passen erstens die neuen Ideen überhaupt nicht und zweitens ist er gekränkt, nun unter Jameson arbeiten zu müssen.
Am Abend, bevor er seinen neuen Job antreten wird, feiert er mit einigen Armeekameraden in einem Club, wo ihm die Nachtclubsängerin May Kennedy auffällt, die dort unter dem Namen Mae De Villiers auftritt. Da die Sympathie gegenseitig ist, kommen beide in ein reges Gespräch. Während sie sich noch unterhalten, taucht ihr kleiner Bruder Joe „Red“ Kennedy auf. Verfolgt wird er von der Polizei, die ihn dann auch festnimmt. Man legt ihm Bankraub zur Last. Da diese Straftat nicht Joes erstes Vergehen ist, wird er dazu verurteilt, seine Haftzeit in San Quentin abzusitzen. Dort gerät Joe jedoch in die falschen Kreise. 
Als May ihren Bruder im Gefängnis besucht kommt ihr die Vermutung zu Ohren, dass Steve Jameson dafür die Verantwortung trägt, dass Joe im Gefängnis so hart angegangen wird. Sie beendet daraufhin den Kontakt mit Jameson. Jameson indes bemüht sich, seine Reformen durchzusetzen, um die Haftbedingungen in San Quentin zu verbessern, obwohl ihm der Bewährungsausschuss zusetzt und er an maßgeblichen Stellen auf Widerstand stößt.
Joe erkennt nach und nach die fairen Prinzipien, die hinter Jamesons Vorschriften stecken. Daher weigert er sich auch, seinen Freund, Sailor Boy Hansen, bei einem Fluchtversuch zu begleiten. Dieser deutet daraufhin an, dass Jameson ihn nur bevorzugt behandeln würde, um sich bei seiner Schwester May einzuschmeicheln, mit der er nichts Gutes vorhabe. Diese Information wurde Sailor von Druggin bewusst zugespielt. Joe glaubt seinen Worten und stimmt nun doch zu, mit Sailor gemeinsam einen Ausbruchversuch zu wagen. Während ihrer dramatischen Flucht wird Sailor getötet, während Joe es schafft, sich auf den Weg zu seiner Schwester zu machen. Dort wartet Jameson bereits auf ihn, auf den Joe schießt. Jameson gelingt es jedoch, den verunsicherten Mann davon zu überzeugen, dass nichts von dem, was Sailor ihm erzählt hat, der Wahrheit entspricht. Zu spät erkennt Joe, dass man ihn gelinkt hat, und dass May viel für Jameson empfindet und er für sie. Daraufhin beschließt Joe, sich selbst zu stellen, wird aber von der Polizei niedergeschossen. Er kriecht auf das Gefängnistor zu und legt den herbeieilenden Gefangenen nahe, möglichst für eine bessere Zukunft mit Jameson zusammenzuarbeiten.

## Produktion

### Produktionsnotizen
Dem von First National Pictures und Warner Bros. produzierten Film stand ein geschätztes Budget von 365.000 Dollar zur Verfügung. Die Dreharbeiten für den Film fanden im Zeitraum 5. Oktober bis 10. November 1936 im San Quentin State Prison in San Quentin in Kalifornien und in den Warner Brothers Burbank Studios in Burbank in Kalifornien sowie in Simi Valley, im Bronson Canyon, Griffith Park in Los Angeles und in Calabasas in Kalifornien sowie in den Universal Studios in Universal City statt. 
Das Drehbuch beruht auf einem Originalstoff von Robert Tasker und John Bright. Für die Spezialeffekte des Films waren James Gibbons und Hans F. Koenekamp verantwortlich. Laut Informationen in der Warner Bros. Collection der USC Cinema-Television Library and Archive for the Performing Arts lautete der erste Titel der Geschichte, auf der der Film basiert, Captain of the Yard. Aus den Akten von Warner Bros. geht auch hervor, dass Regisseur Lloyd Bacon und ein Team umfangreiche Außenaufnahmen im San Quentin Penitentiary drehten. Im Film wurde Originalmaterial von San Quentin, das ausschließlich in Totalen gedreht wurde, mit Szenen aus nachgebauten Sets auf dem Warner-Bros.-Gelände vermischt. Aus entsprechenden Notizen geht hervor, dass das Studio dem schriftlichen Haftungsausschluss auf der Leinwand einen zusätzlichen Satz hinzugefügt hat, der besagte, dass ‚von keinem tatsächlichen Gefängnisinsassen oder einer Strafanstalt eine Darstellung oder Szene gemacht worden sei, in der eine Wiedererkennung einer Person möglich gewesen wäre‘.
Den Kostenaufstellungen des Studios zufolge seien Negativkosten in Höhe von 223.489 US-Dollar angefallen. Nach dem Tod von Tom Manning, der eine Nebenrolle im Film spielte, mussten einige Szenen neu gedreht werden. Der Schauspieler starb am Set an den Folgen eines Herzinfarkts. Aus den Studionotizen von Warner Bros. ging weiter hervor, dass Studiochef Jack Warner nach der Sichtung des fertigen Films dessen Ende für zu abrupt hielt und eine zusätzliche Szene vorgeschlagen habe, in der ‚Captain Stephen Jameson‘ mit ‚May Kennedy‘ frühstückt, als er einen Anruf vom Gefängnisdirektor erhält, der ihm mitteilt, dass ‚Joe Red Kennedy‘ gestorben sei.
Des Weiteren geht aus Informationen in der Warner-Bros.-Sammlung hervor, dass Regisseur Michael Curtiz zwar die zusätzlichen Szenen im Januar 1937 gedreht hat, diese jedoch wenig später im März von Bacon neu gedreht wurden, nachdem der Star des Films Pat O’Brien nach einem sechswöchigen Urlaub ins Studio zurückgekehrt sei. Wie aus einer Studionotiz von Associate Producer Sam Bischoff an Produzent Hal B. Wallis beklagte sich der Regisseur, dass die von Curtiz gedrehte Sequenz kein ausreichend ernstes Ende für die tragische Situation darstelle. Der veröffentlichte Film behielt jedoch das ursprüngliche Ende mit Joe ‚Red‘ Kennedys Tod am Tor zu San Quentin bei.

### Soundtrack
- How Could You?, Musik: Harry Warren, Text: Al Dubin, Gesang: Ann Sheridan
- I’m Forever Blowing Bubbles, Musik: John Kellette, Text: Jaan Kenbrovin (Pseudonym für die Textschreiber James Kendis, James Brockman und Nat Vincent), Gesang: Eddie Gribbon a cappella
- Swing for Sale, Musik: Saul Chaplin, gespielt von einer Band im Nachtclub
- When My Dream Boat Comes Home, Musik: Cliff Friend, gespielt im Nachtclub, als Steve May kennenlernt

### Veröffentlichung
Erstmals vorgestellt wurde der Film am 24. Mai 1937 in London im Vereinigten Königreich, in den Vereinigten Staaten wurde er erstmals am 3. August 1937 in New York veröffentlicht, bevor er am 7. August 1937 allgemein in die amerikanischen Kinos kam. Im selben Jahr wurde er zudem in Frankreich, Australien, Dänemark und in den Niederlanden veröffentlicht. In Argentinien, Schweden und in Portugal wurde er 1938 veröffentlicht und in Finnland 1949. Veröffentlicht wurde der Film auch in Argentinien, Belgien, Brasilien, Kanada, Kroatien, Ecuador, Frankreich, Griechenland, Indien, Polen, Rumänien, Russland, in der Sowjetunion, in Spanien, Venezuela und Jugoslawien. In Österreich wurde der Film unter dem Titel Flucht aus San Quentin vorgestellt.

### Synchronisation
In die deutschen Kinos schaffte es der Film nicht, er wurde aber mit einer deutsch synchronisierten Fassung in Österreich veröffentlicht. Diese entstand bei der Selenophon in Wien. Bernhard Kulisz schrieb das Dialogbuch und führe Regie.
Die Synchronsprecher:
- Vilma Degischer
- Ludwig Donath
- Erik Frey
- Marielies Füringh
- Sigurd Lohde
- Hans Nelson
- Viktor Parlaghy
- Fr. Rüring
- Hans Unterkircher
- Eduard Volters

## Kritik
Dave Becker schrieb bei 2,500 Movies Challenge, der Film habe zwar seine Momente, aber nicht annähernd genug, um ihn zu einem lohnenden Erlebnis zu machen. Humphrey Bogart spiele seine Rolle hervorragend, eine Rolle, die seinen Starauftritten in Der Malteser Falke und Casablanca um einige Jahre vorausging. Er habe seine Rolle mit viel Elan gespielt und der Welt gezeigt, dass er das Zeug zum Hollywood-Star habe. Leider sei der Rest der Besetzung nicht annähernd so gut. Der normalerweise zuverlässige O’Brien schlafwandele praktisch durch seine Rolle als Jameson und verleihe dem Film einen langweiligen Hauptdarsteller. Ann Sheridan schlage sich in ihrer Rolle als Geliebte des Captains etwas besser, obwohl ihre besten Szenen mit Bogart und nicht mit O’Brien seien. Storytechnisch sei der Film viel zu moralisierend und die „Gib einem Gefangenen eine zweite Chance-Mentalität“ nutze sich schnell ab. Erst am Ende des Films nehme dieser richtig Fahrt auf.
Frank Veenstra war bei BobaFett der Meinung, der Film biete nichts wirklich Neues oder Spektakuläres, aber qualitativ gute 70 Minuten. Es handele sich um ein typisches Gefängnisdrama, in dem die meisten Standardzutaten vorhanden seien, diesmal aber auch eine Liebesgeschichte mit hineingemischt sei. Die Geschichte sei vielleicht nicht die interessanteste oder erfrischendste, aber sie sei gut erzählt. Auch sei das Tempo des Films hoch und offensichtlich von erfahrenen Profis gemacht. Der Schnitt sei stellenweise etwas unkonventionell und merkwürdig, und die Action und das Ende seien eher schwach. Dennoch bleibe San Quentin dank der professionellen Besetzung und Crew ein durchaus sehenswerter Film. Veenstra stellte, im Gegensatz zu Dave Becker, heraus, dass Pat O’Brien die Hauptrolle hervorragend spiele und seine Figur wirklich Wirkung entfalten lasse. Auch Humphrey Bogart sei großartig, die meisten anderen Charaktere hingegen blieben eher flach und ausdruckslos, was in Filmen der 30er Jahre oft der Fall gewesen sei.
Matthias Merkelbach befasste sich bei Film Noir mit San Quentin und stellte fest, dass es „aus den Dreißigern Gangsterfilme, die ihrer Zeit vorauseilten und zugleich die Zeit ihrer Entstehung einzigartig widerspiegeln“ würden. „Im Jahr 1937, drei Jahre nach Einführung der Production Code Administration (PCA) bzw. der als Hayes Code bekannten Filmzensur in den USA“ habe die Zeit von Werken wie The Doorway To Hell (USA 1930), The Public Enemy (USA 1931), The Maltese Falcon (USA 1931) und Der kleine Cäsar (USA 1931) „jedoch lange zurück“gelegen. Das Drehbuch sei „so flach“, wie das Papier auf dem es geschrieben sei und die Psychologie Humbug und entspringe „einer im Resultat plumpen und im Finale grotesk lächerlichen Handlung.“ Diese sei „über weite Strecken nicht bloß manipulativ – Menschenflüsterer Jameson gewinnt Achtung und Respekt, aller Meinungen drehen sich, nur die ‚Bösen‘ bleiben beharrlich – sondern am Ende bestenfalls unfreiwillig komisch“. Zum Hauptdarsteller Pat O’Brien schrieb Merkelbach, er sei „keine Persönlichkeit, die einen Film als Hauptdarsteller“ tragen könne; „alles an ihm“ sei „durchschnittlich, vor allem sein Können als Schauspieler.“ Sein Auftreten sei „viel zu behäbig“, er bringe „wenig Dynamik in einen Film“, in dem „ein Großteil der Akteure mit hohem Tempo unterwegs“ sei. Alles in allem sei San Quentin „ein laues Gefängnisdrama mit teils mäßigen, unglaubwürdigen Darstellerleistungen und einem völlig abstrusen Schluss. Nicht empfehlenswert!“
Der Kritiker Derek Winnert befasste sich auf seiner Seite mit dem Film und bezeichnete ihn als gemäßigten Gefängnisfilm im Stil eines Film Noir. Winnert bemängelte das Fehlen einer fesselnden Geschichte und hob hervor, dass die Leistungen der hervorragenden, stets spielfreudigen Besetzung besser seien als der eher lahme und allzu bekannte Stoff aus dem Drehbuch von Peter Milne und Humphrey Cobb nach der Geschichte von John Bright und Robert Trasker.
Frank Showalter stimmte auf der Seite Frank’s Movie Log in die Bewertung ein, die von diversen Kritiker abgegeben wurde, dass San Quentin ein ziemlich gewöhnliches Melodram sei, das durch eine hochkarätige Besetzung aufgewertet werde. O’Brien, Bogart und Sheridan strahlten allesamt Charisma aus, wobei insbesondere Pat O’Brien wie geschaffen für die Rolle des strengen, aber wohlmeinenden Gefängniswärters sei. Auch die Nebendarsteller seien überdurchschnittlich gut: Barton MacLane und Joe Sawyer lieferten jeweils eine überzeugende Darstellung als korrupter Wärter bzw. hartgesottener Krimineller. Regisseur Lloyd Bacon halte die Laufzeit auf knappe 70 Minuten, bringe eine Menge Handlung effizient durch und lasse seinen Stars dennoch die Möglichkeit zu glänzen. Dies sei zwar ein Popcorn-Film, aber einer, der sich nicht abnutze.
Auf der Seite Happyotter war die Rede von einer guten Besetzung, aber einer Story, die so schwach sei wie ein einbeiniges Kätzchen mit Kinderlähmung („as a one-legged kitten with feline polio“). Zwar komme bei einer Laufzeit von nur 70 Minuten nie Langeweile auf, aber die Charaktere seien verdammt zweidimensional und die Story absolut einfallslos. In den meisten seiner Filme, hieß es über Bogart, fessele er die Aufmerksamkeit des Zuschauers, in diesem Film sei er jedoch eine völlige Fehlbesetzung gewesen. Fazit: Sehr wenig Action, ein völlig fehlbesetzter Humphrey Bogart, einfallslose Story, Ann Sheridans Haare seien zu kurz gewesen. Keine Filmempfehlung.
Jonathan Lewis hingegen bewertete den Film bei Mystery*File als temporeiches Krimi-Melodram mit soliden Charakteren, die die Zuschauer die ganze Zeit über fesseln würden. Er sei besonders für Fans der Warner-Brothers-Krimifilme und des Realismus der Depressionszeit geeignet. Es fühle sich an wie ein Treffen mit alten Freunden. Nicht nur Humphrey Bogart stehe im Mittelpunkt, sondern auch viele der besten des Studios seien an seiner Seite: Pat O’Brien, Ann Sheridan, Barton MacLane und Joe Sawyer. Wie viele Warner-Filme dieser Zeit sei auch San Quentin ein Kriminalfilm mit Gewissen.